# 합천 덕원서원
합천 덕원서원(陜川 德源書院)은 대한민국 경상남도 합천군 청덕면에 있는, 세조(재위 1455∼1468) 때 이시애의 난을 맞아 당시 선봉장으로 활약하다가 장렬히 전사한 강열공 차운력·문절공 차원부·문목공 차포온의 학문과 덕행을 추모하기 위해 세운 서원이다.
1985년 11월 14일 경상남도의 문화재자료 제138호 덕원서원으로 지정되었다가, 2018년 12월 20일 현재의 명칭으로 변경되었다.

## 개요
세조(재위 1455∼1468) 때 이시애의 난을 맞아 당시 선봉장으로 활약하다가 장렬히 전사한 강열공 차운력·문절공 차원부·문목공 차포온의 학문과 덕행을 추모하기 위해 세운 서원이다.
덕원서원은 숙종 18년(1692) 세웠는데, 처음에는 호남승평에 세워 오천서원이라 했다. 그 뒤 지방 유림이 순조 6년(1806)에 청덕면 성태리로 옮겨 지어 덕원서원이라 하였다. 고종 5년(1868) 대원군의 서원철폐령으로 자진 철폐하였고, 고종 39년(1902) 지방 유림이 복원하여 현재에 이르고 있다.
규모는 앞면 3칸·옆면 2칸으로, 지붕은 옆면에서 볼 때 여덟 팔(八)자 모양인 팔작지붕으로 꾸몄다.
해마다 음력 3월과 9월에 제사를 지내고 있다.

## 참고 문헌
- 합천 덕원서원 - 국가유산청 국가유산포털